# Opération Tanit
Notes
Pertes civiles : 1

L’opération Tanit (nom non officiel) est une intervention militaire menée conjointement par la France et l'Allemagne pour libérer des otages retenus sur le voilier Tanit le 10 avril 2009. Le voilier fut capturé par des pirates somaliens le 4 avril 2009. Même si cette opération ne fait pas partie formellement de l'opération Atalanta, opération anti-piraterie de l'Union Européenne, elle en utilise certains des moyens, telle la frégate Aconit.

## Contexte
Le Tanit, un voilier battant pavillon français avec à son bord cinq passagers fait route vers les Seychelles quand il est abordé par des pirates le 4 avril dans l'Océan indien 3° 36′ 00″ N, 58° 35′ 00″ E. Une famille de trois personnes incluant un garçon de trois ans ainsi que deux amis de la famille qui les ont rejoint à Hurghada font partie des otages.  
Les propriétaires du voilier, les Lemaçon, sont partis de Vannes en juillet 2008 pour un voyage qui devait les conduire à Madagascar. Au cours de leur voyage, ils rencontrent le couple propriétaire du Carré d'As IV, un voilier capturé par des pirates puis libéré par les commandos français le 16 septembre 2008. Après cette rencontre, ils décident de continuer quand même leur voyage. Selon un officier français, les passagers du Tanit avaient été prévenus du danger par la frégate française Floréal qu’ils entraient dans une zone très dangereuse[pas clair] et qu’il valait mieux l’éviter. 

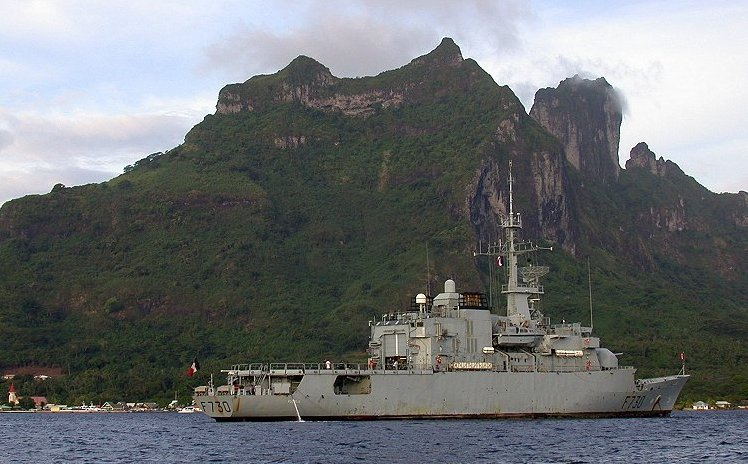
La frégate française Floréal

## Déroulement
Cinquante commandos marine partent de France le 9 avril en direction de Djibouti pour préparer l'assaut. Vingt autres les rejoignent là-bas. Ils sont parachutés depuis un C-130 Hercules au-dessus de la mer et sont ensuite récupérés par trois frégates françaises qui traquent les pirates. Une frégate allemande équipée en matériel médical les accompagne.
Après la capture, les pirates orientent le bateau vers les côtes somaliennes mais sont rattrapés deux jours plus tard par une frégate française. Les forces françaises tentent alors de négocier avec les pirates en leur proposant de l'argent et un échange : la mère et l'enfant contre un officier français. Les pirates refusent et attendent d'avoir atteint la côte pour négocier. Voyant que les pirates se montrent peu coopératifs, un sniper situé sur une des frégates tire sur le mât et les voiles du voilier pour immobiliser le bateau.

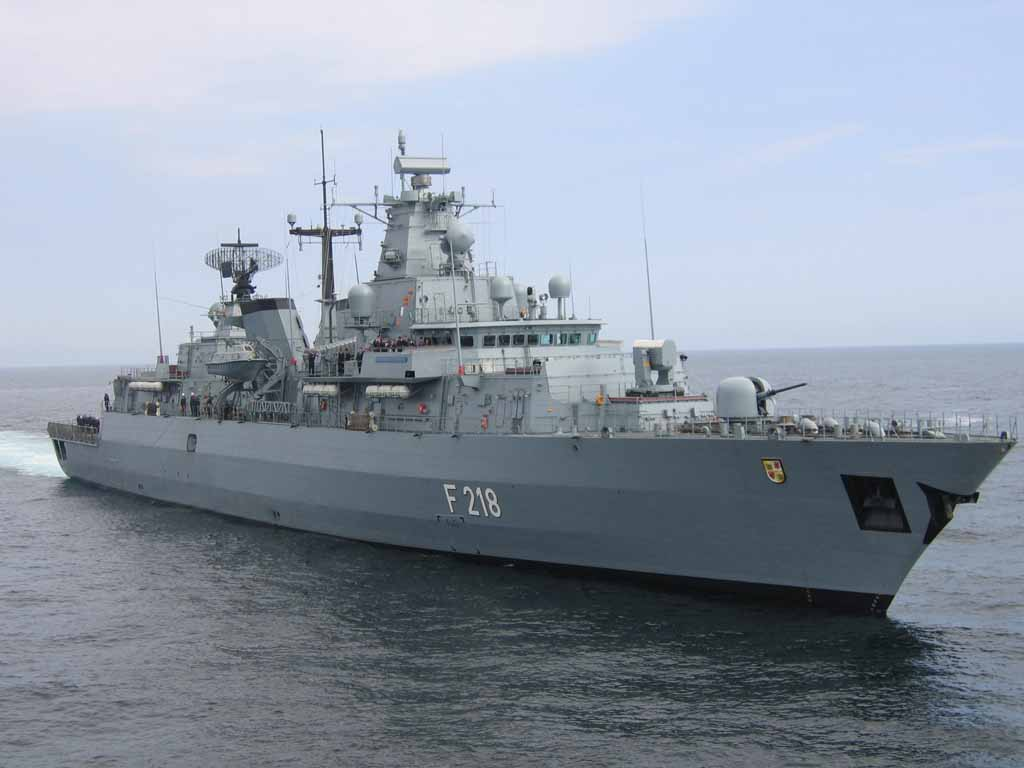
La frégate allemande Mecklenburg-Vorpommern

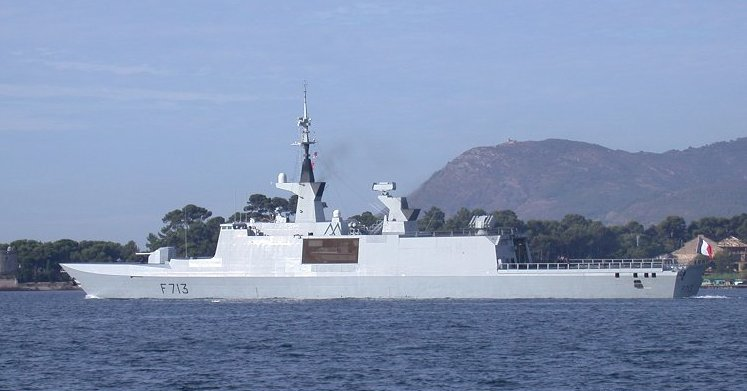
La frégate française Aconit

Après que des menaces ont été entendues sur la possible exécution des otages, les forces françaises décident d'aborder le voilier. Des tireurs d'élite neutralisent deux pirates présents sur le pont et des commandos marine répartis dans deux zodiacs prennent d'assaut le navire. Les pirates ouvrent le feu mais sont rapidement capturés. Les otages présents sur le pont sont mis en sécurité. Florent Lemaçon, le capitaine du bateau et père du garçon de trois ans, est retenu dans sa cabine. Quand le commando y pénètre, une fusillade éclate avec les pirates et Florent Lemaçon est mortellement touché, par un tir français comme l'a établi l'enquête,.

## Suite et fin
Après la fin de l'assaut, les quatre otages libérés sont emmenés sur l'une des frégates pour être conduits à Djibouti puis rapatriés en France. Trois pirates, Mohamed Mahamoud, Abdelkader Osmane Ali et Mahamoud Abdi Mohamed, sont amenés à Rennes pour y être interrogés. Ils sont condamnés en octobre 2009 à 9 ans de prison par la cour d'assises de Rennes.
Au total, 70 hommes du commando Hubert, les frégates Aconit, Floréal, Commandant Ducuing et la frégate allemande Mecklenburg-Vorpommern, ainsi que des aéronefs de patrouille maritime de la Flottille 21F[réf. nécessaire] ont participé à l'opération.